# Gonioneura asymmetrica
Gonioneura asymmetrica är en tvåvingeart som beskrevs av Marshall 1982. Gonioneura asymmetrica ingår i släktet Gonioneura och familjen hoppflugor. Inga underarter finns listade i Catalogue of Life.